# Rubus leviculus
Rubus leviculus är en rosväxtart som beskrevs av Liberty Hyde Bailey. Rubus leviculus ingår i släktet rubusar, och familjen rosväxter. Inga underarter finns listade i Catalogue of Life.